# Colin Greenland

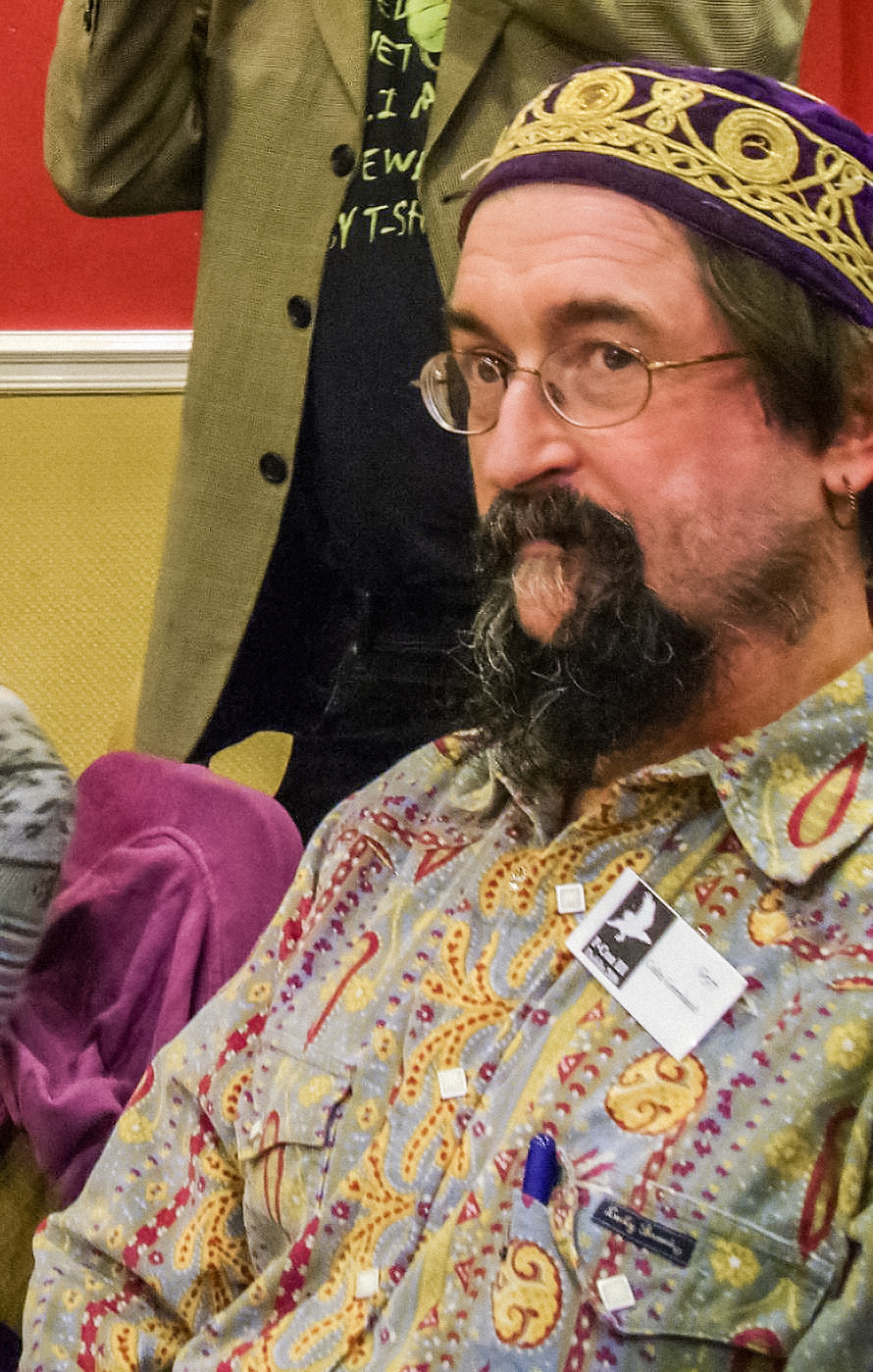
Colin Greenland (2006)

Colin Greenland (* 17. Mai 1954 in Dover, Kent) ist ein britischer Science-Fiction-Schriftsteller. Bereits mit seiner ersten Erzählung gewann er den zweiten Preis des Faber & Faber-Wettbewerbs. Sein Roman Take back Plenty (1990) wurde schließlich mit den wichtigsten britischen Science-Fiction-Preisen ausgezeichnet: British Science Fiction Association Award und Arthur C. Clarke Award.
Greenlands erstes veröffentlichtes Buch, The Entropy Exhibition: Michael Moorcock and the UK New Wave (1983) war eine kritische Betrachtung der sogenannten New Wave in der britischen Science Fiction, basierend auf seiner Doktorarbeit. Danach veröffentlichte er einige Fantasy-Romane wie Daybreak on a Different Mountain, ehe er zur SF wechselte. Die erfolgreichsten Werke veröffentlichte er mit der Plenty-Reihe, die er 1990 mit Take Back Plenty begann und mit Seasons of Plenty (1995), The Plenty Principle (1997) und Mother of Plenty (1998) fortsetzte.
Greenland schrieb auch Bücher, die nicht der SF zurechnen sind, wie den Mainstream-Roman Finding Helen über die Arbeit an der Erinnerung. Neben der Belletristik ist der Autor jedoch auch noch im Sachbuchbereich schriftstellerisch tätig und aktives Mitglied in der Science Fiction Foundation, zudem Teil des Redaktionsausschusses des Magazins  Interzone.
Als Kritiker schrieb und schreibt er Besprechungen für New Statesman, The Face, The Guardian, The Independent und die Sunday Times. Als Gastredner war er zu vier Microcons eingeladen (1988, 1989, 1993 und 1994).
Colin Greenland lebt seit 1996 mit der Schriftstellerin Susanna Clarke (Jonathan Strange & Mr. Norrell) zusammen. Seine Werke wurden bisher in zwölf Sprachen übersetzt.

## Bibliographie

### Plenty-Zyklus (dt.:Tabea Jute)
- 1990: Take Back Plenty (dt.: Begegnungen auf dem Möbiusband, Heyne 1993; Neuausgabe 2010 unter dem Titel Sternendieb ISBN 978-3-442-26668-5)
- 1995: Seasons of Plenty (dt.: Sonnenwanderer, Heyne 2011, ISBN 978-3-442-26688-3)
- 1998: Mother of Plenty (dt.: Kometenjäger, Heyne 2011, ISBN 978-3-442-26689-0)

- 1997: The Plenty Principle (Kurzgeschichtensammlung)

### Andere Romane
- 1984: Daybreak on a Different Mountain (dt.: Rückkehr im Morgenrot, Goldmann 1986)
- 1988: Other Voices
- 1987: The Hour of the Thin Ox
- 1991: In the Garden: The Secret Origin of the Zodiac Twins
- 1993: Harm's Way (dt.: Sophies Kurs, Heyne 1996, ISBN 3-453-10948-1)
- 2000: Spiritfeather (3. Teil der Dreamtime-Reihe)
- 2002: Finding Helen
- 2005: Losing David

### Sachbücher
- 1983: The Entropy Exhibition: Michael Moorcock and the British 'New Wave' in Science Fiction
- 1984: Magnetic Storm: The Work of Roger and Martyn Dean, mit David Lucas, ISBN 3283011346
- 1987: Storm Warnings: Science Fiction Confronts the Future, mit Eric S. Rabkin und George E. Slusser
- 1992: Michael Moorcock: Death is No Obstacle

### Als Herausgeber
- 1985: Interzone: The First Anthology, mit John Clute und David Pringle

## Kritik
- Karsten Kruschel über Begegnungen auf dem Möbiusband bzw. Sternendieb: "Colin Greenlands Roman ist sehr bunt, ebenso lustig wie tragisch, voller verrückter Ideen und nicht eine Seite langweilig. Er funktioniert wie eine Zwiebel: Immer, wenn der Leser das Schema wiederzuerkennen glaubt oder Tabea sich dem Durchblick nahe glaubt, kommt eine Wende. Schicht um Schicht kommt die arme Pilotin dem Geheimnis ihrer Odyssee näher... Colin Greenland pflegt die erdachten Figuren nicht wie andere Autoren, die sorgsam aufgebaute Typen wie das Maskottchen Talo bis zum Letzten ausbeuten: Aus zunächst undurchsichtigen Gründen verschwinden immer wieder Protagonisten aus dem Buch. Talo wird mehr aus Versehen zerschossen, Marco wird ohne Federlesens auf der Venus ausgesetzt, das Raumschiff-Ich zieht sich in eine Art Schmollecke zurück, und so weiter... Ganz am Ende erst wissen der Leser und Tabea Jute, daß es eine Queste war, eine Suche nach der Identität und Bestimmung des Helden. Und der ist nicht Tabea. Solche Überraschungen sind typisch für den Roman, halten das Interesse wach und verhindern sehr stimmungsvoll, daß man all das zu ernst nimmt. Denn das wäre bei der stellenweise enormen Frequenz an allerlei Gewalttaten verhängnisvoll. Wenn TAKE BACK PLENTY eine Botschaft haben sollte – was ich bezweifle –, so lautet sie zum einen, daß nichts so ist, wie es zu sein scheint, und zum anderen, daß der Spaß an einem gutgesponnenen Garn immer noch eins jener Vergnügen ist, das man am reinsten und besten in einem guten SF-Buch findet."[2]